# Neoaliturus pulcher
Neoaliturus pulcher är en insektsart som beskrevs av Haupt 1927. Neoaliturus pulcher ingår i släktet Neoaliturus och familjen dvärgstritar. Inga underarter finns listade i Catalogue of Life.